# Владимировский (Амурская область)
Владимировский — упразднённый посёлок в Зейском районе Амурской области России. Исключен из учётных данных в 1974 году.

## География
Посёлок располагался на левом берегу ручья Владимировский (приток реки Ток), на расстоянии примерно 50 километров (по прямой) к северо-востоку села Бомнак.

## История
По данным 1926 года на прииске Владимировский имелось 1 хозяйство и проживало 3 мужчины. В национальном составе населения преобладали китайцы. В административном отношении входил в состав Бомнакского сельсовета Зейского района Зейского округа Дальневосточного края.
Решением Амурского исполкома от 7 июня 1974 года № 253, посёлок Владимировский исключен из учётных данных как несуществующий.